# Lherm (Lot)
Pour les articles homonymes, voir Lherm.
Lherm est une commune française, située dans l'ouest du département du Lot en région Occitanie.
Elle est également dans la Bouriane, une région naturelle sablonneuse et collinaire couverte de forêt avec comme essence principale des châtaigniers.
Exposée à un climat océanique altéré, elle est drainée par le ruisseau de la Masse et par divers autres petits cours d'eau. La commune possède un patrimoine naturel remarquable composé de deux zones naturelles d'intérêt écologique, faunistique et floristique.
Lherm est une commune rurale qui compte 234 habitants en 2022, après avoir connu un pic de population de 878 habitants en 1866.  Ses habitants sont appelés les Lhermois ou  Lhermoises.

## Géographie
Lherm est un village installé en pays Bourian, entouré de prairies verdoyantes et forêts.
La commune, à vocation agricole, est située dans le canton de Catus, à une vingtaine de kilomètres de Cahors.

### Communes limitrophes
Les communes limitrophes sont  Goujounac, Les Arques, Les Junies, Montgesty et Pontcirq.
|           | Les Arques |           |
| Goujounac | Lherm      | Montgesty |
|           | Les Junies | Pontcirq  |

### Lieux-dits
En dehors du bourg, la commune de Lherm comprend 24 lieux-dits : la Fontaine, la Butte, Tournebride, Lamouroux, Laborie, Moulineau, Lapoujade, Combe Étroite, Borie de Ritou, Bouzan, Cussoyre, Gillounègre, Jamenègre, Mas Sarrat, Joncassou, Laboissierette, Lafillou, Laute, le Barbut, les Brugoux, Les Estanels, Meyrissou, Péchaurié, Sardines, Vaysse.

### Climat
Pour des articles plus généraux, voir Climat de l'Occitanie et Climat du Lot.
En 2010, le climat de la commune est de type climat océanique altéré, selon une étude s'appuyant sur une série de données couvrant la période 1971-2000. En 2020, Météo-France publie une typologie des climats de la France métropolitaine dans laquelle la commune est toujours exposée à un climat océanique altéré et est dans la région climatique Aquitaine, Gascogne, caractérisée par une pluviométrie abondante au printemps, modérée en automne, un faible ensoleillement au printemps, un été chaud (19,5 °C), des vents faibles, des brouillards fréquents en automne et en hiver et des orages fréquents en été (15 à 20 jours).
Pour la période 1971-2000, la température annuelle moyenne est de 12,7 °C, avec une amplitude thermique annuelle de 15,3 °C. Le cumul annuel moyen de précipitations est de 891 mm, avec 11,4 jours de précipitations en janvier et 6,2 jours en juillet. Pour la période 1991-2020, la température moyenne annuelle observée sur la station météorologique la plus proche, située sur la commune d'Anglars-Juillac à 9 km à vol d'oiseau, est de 13,5 °C et le cumul annuel moyen de précipitations est de 822,6 mm,. Pour l'avenir, les paramètres climatiques de la commune estimés pour 2050 selon différents scénarios d’émission de gaz à effet de serre sont consultables sur un site dédié publié par Météo-France en novembre 2022.

### Milieux naturels et biodiversité
L’inventaire des zones naturelles d'intérêt écologique, faunistique et floristique (ZNIEFF) a pour objectif de réaliser une couverture des zones les plus intéressantes sur le plan écologique, essentiellement dans la perspective d’améliorer la connaissance du patrimoine naturel national et de fournir aux différents décideurs un outil d’aide à la prise en compte de l’environnement dans l’aménagement du territoire.
Une ZNIEFF de type 1 est recensée sur la commune :
les « prairies humides de la Mouline et du Moulineau » (98 ha), couvrant 2 communes du département et une ZNIEFF de type 2, : 
les « ruisseaux de l'Herm et de la Masse » (661 ha), couvrant 8 communes du département.

Cartes des ZNIEFF de type 1 et 2 à Lherm.
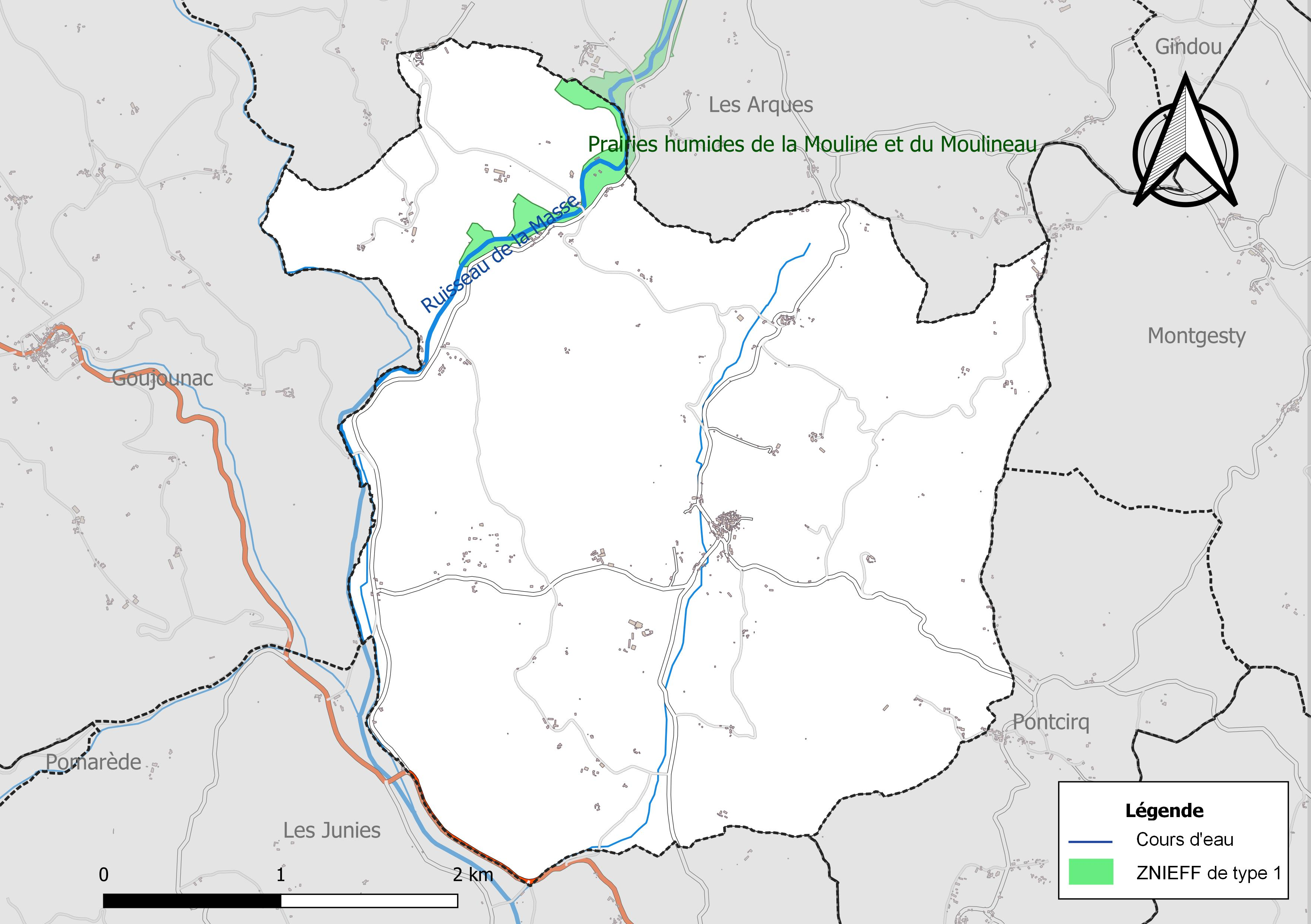
Carte de la ZNIEFF de type 1 sur la commune.
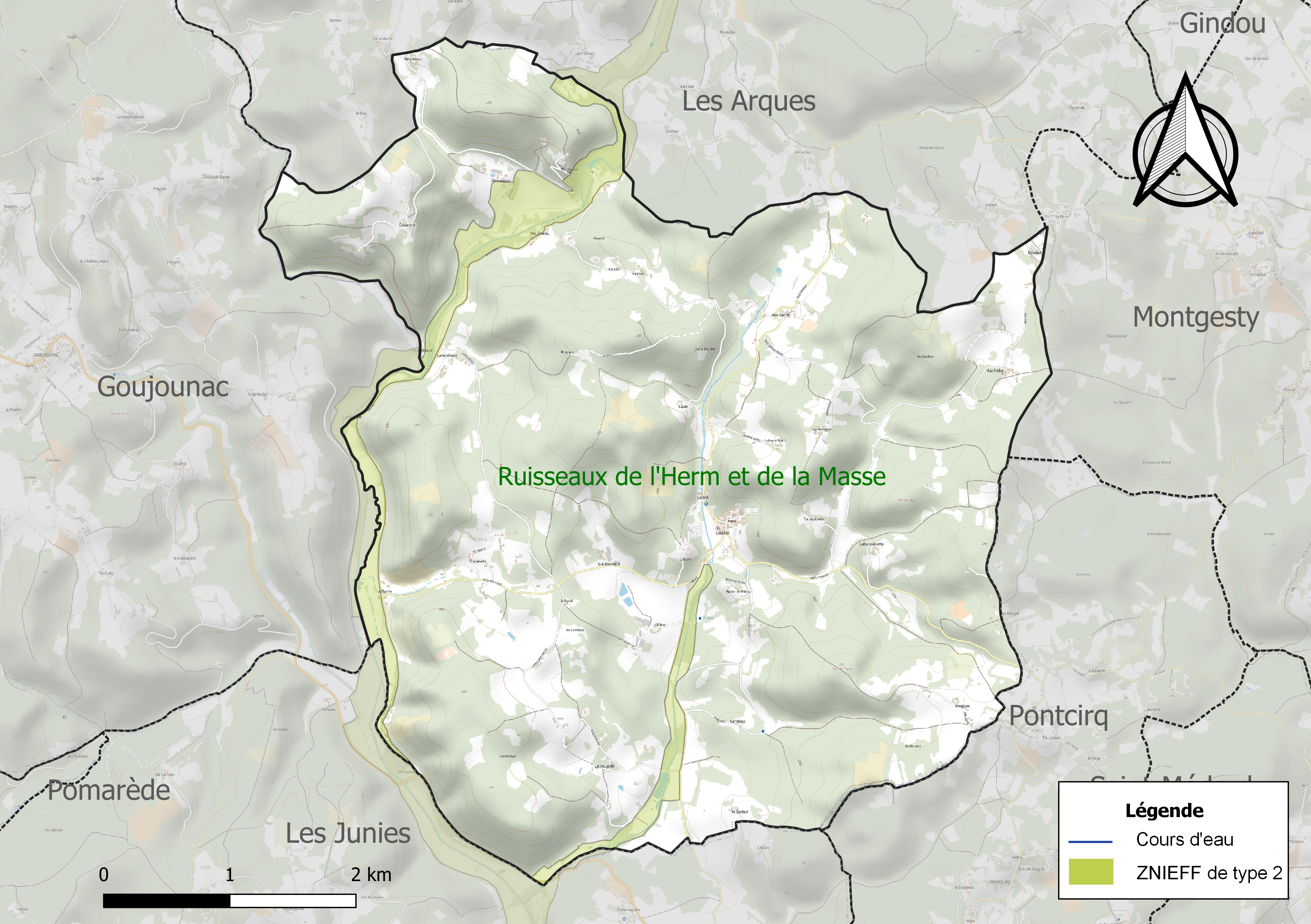
Carte de la ZNIEFF de type 2 sur la commune.

## Urbanisme

### Typologie
Au 1er janvier 2024, Lherm est catégorisée commune rurale à habitat très dispersé, selon la nouvelle grille communale de densité à sept niveaux définie par l'Insee en 2022.
Elle est située hors unité urbaine et hors attraction des villes,.

### Occupation des sols
L'occupation des sols de la commune, telle qu'elle ressort de la base de données européenne d’occupation biophysique des sols Corine Land Cover (CLC), est marquée par l'importance des forêts et milieux semi-naturels (64,6 % en 2018), en augmentation par rapport à 1990 (63,5 %). La répartition détaillée en 2018 est la suivante : 
forêts (64,6 %), zones agricoles hétérogènes (29,3 %), prairies (6,1 %). L'évolution de l’occupation des sols de la commune et de ses infrastructures peut être observée sur les différentes représentations cartographiques du territoire : la carte de Cassini (XVIIIe siècle), la carte d'état-major (1820-1866) et les cartes ou photos aériennes de l'IGN pour la période actuelle (1950 à aujourd'hui).

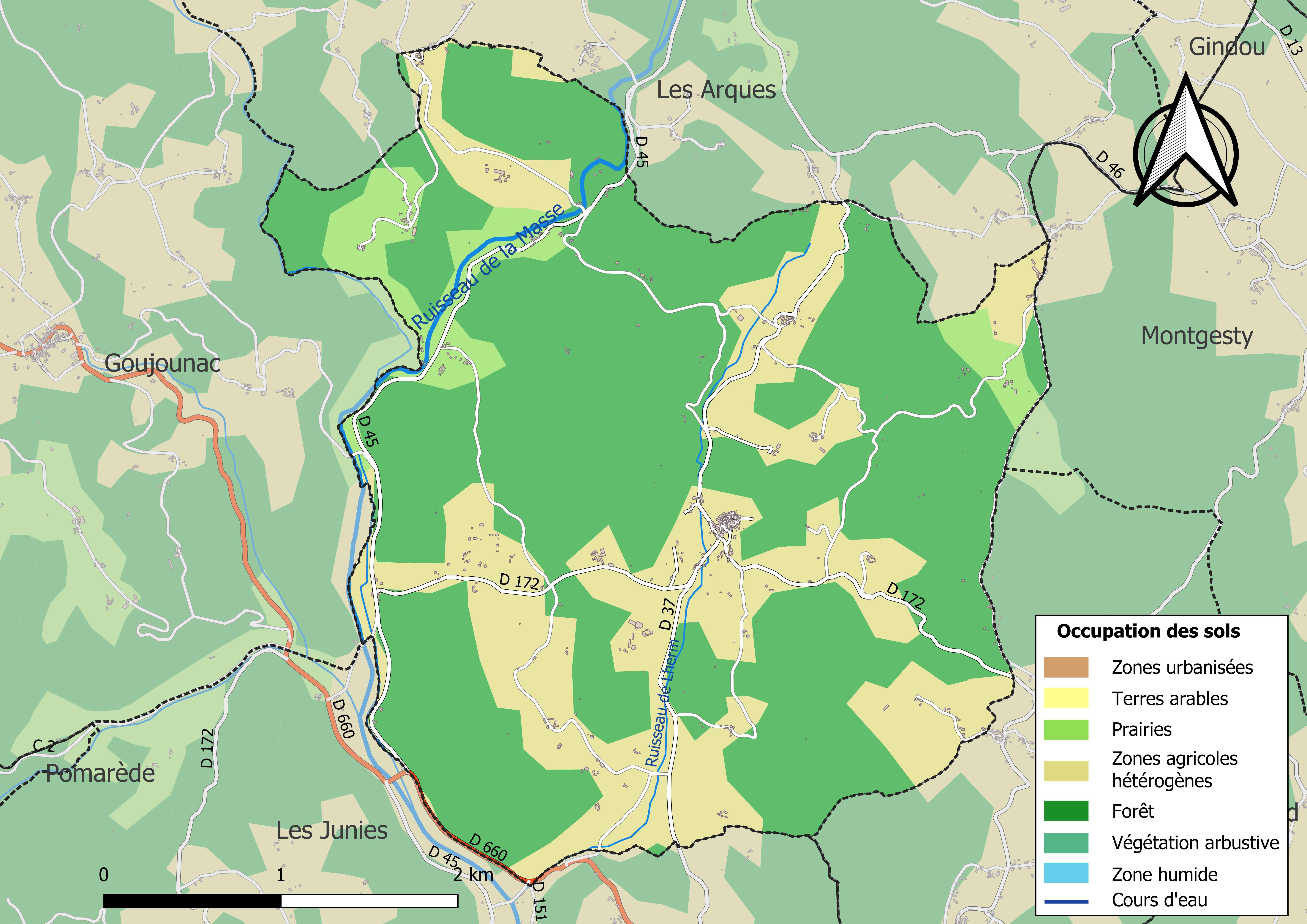
Carte des infrastructures et de l'occupation des sols de la commune en 2018 (CLC).

### Risques majeurs
Le territoire de la commune de Lherm est vulnérable à différents aléas naturels : météorologiques (tempête, orage, neige, grand froid, canicule ou sécheresse), inondations, feux de forêts, mouvements de terrains et séisme (sismicité très faible). Un site publié par le BRGM permet d'évaluer simplement et rapidement les risques d'un bien localisé soit par son adresse soit par le numéro de sa parcelle.
Certaines parties du territoire communal sont susceptibles d’être affectées par le risque d’inondation par débordement de cours d'eau, notamment le ruisseau de la Masse. La cartographie des zones inondables en ex-Midi-Pyrénées réalisée dans le cadre du XIe Contrat de plan État-région, visant à informer les citoyens et les décideurs sur le risque d’inondation, est accessible sur le site de la DREAL Occitanie. La commune a été reconnue en état de catastrophe naturelle au titre des dommages causés par les inondations et coulées de boue survenues en 1982 et 1999,.
Lherm est exposée au risque de feu de forêt. Un plan départemental de protection des forêts contre les incendies a été approuvé par arrêté préfectoral le 30 novembre 2015 pour la période 2015-2025. Les propriétaires doivent ainsi couper les broussailles, les arbustes et les branches basses sur une profondeur de 50 mètres, aux abords des constructions, chantiers, travaux et installations de toute nature, situées à moins de 200 mètres de terrains en nature
de bois, forêts, plantations, reboisements, landes ou friches. Le brûlage des déchets issus de l’entretien des parcs et jardins des ménages et des collectivités est interdit. L’écobuage est également interdit, ainsi que les feux de type méchouis et barbecues, à l’exception de ceux prévus dans des installations fixes (non situées sous couvert d'arbres) constituant une dépendance d'habitation.

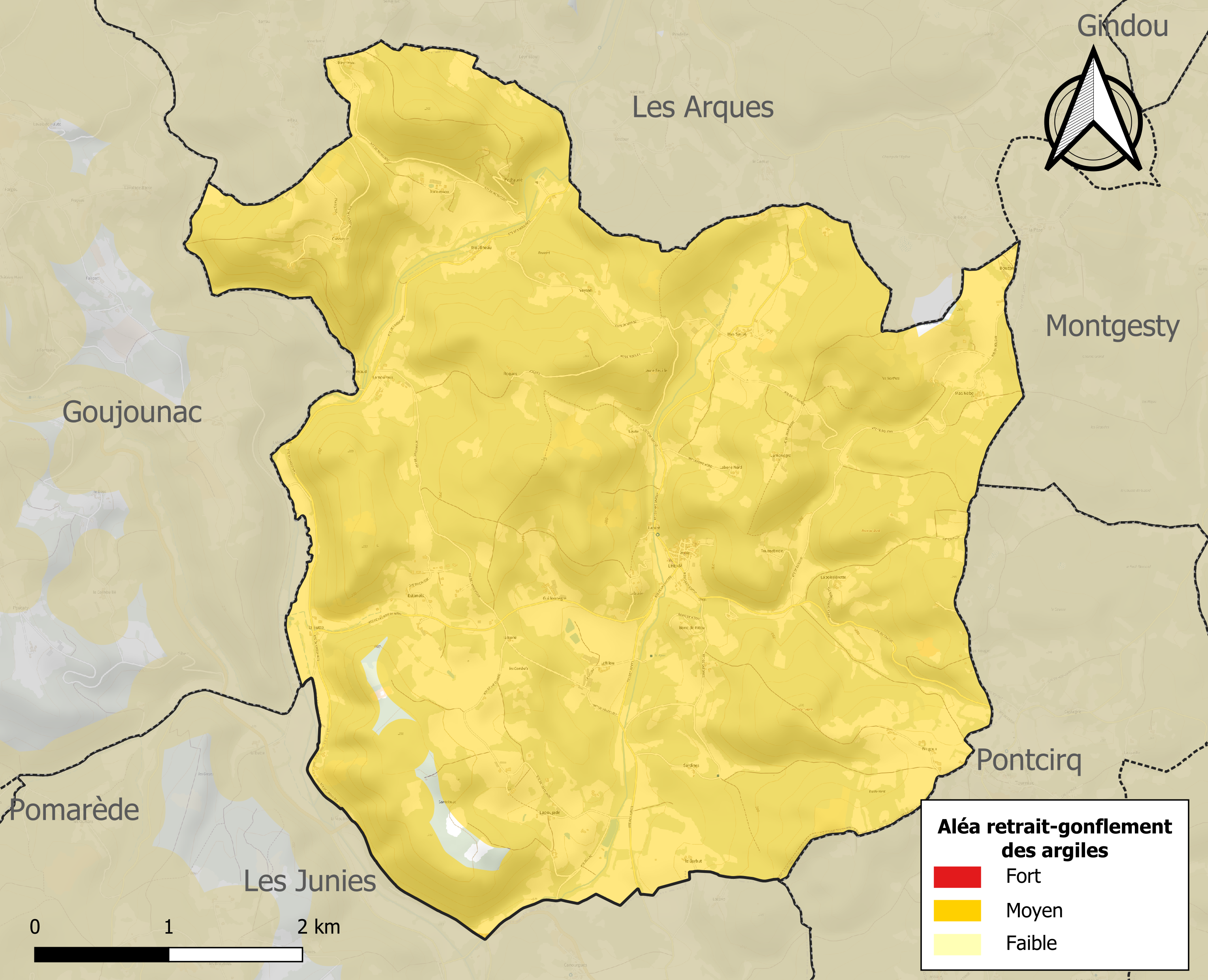
Carte des zones d'aléa retrait-gonflement des sols argileux de Lherm.

Les mouvements de terrains susceptibles de se produire sur la commune sont des affaissements et effondrements liés aux cavités souterraines (hors mines), des éboulements, chutes de pierres et de blocs, des glissements de terrain et des tassements différentiels. Par ailleurs, afin de mieux appréhender le risque d’affaissement de terrain, l'inventaire national des cavités souterraines permet de localiser celles situées sur la commune.
Le retrait-gonflement des sols argileux est susceptible d'engendrer des dommages importants aux bâtiments en cas d’alternance de périodes de sécheresse et de pluie. 99 % de la superficie communale est en aléa moyen ou fort (67,7 % au niveau départemental et 48,5 % au niveau national). Sur les 218 bâtiments dénombrés sur la commune en 2019, 218 sont en aléa moyen ou fort, soit 100 %, à comparer aux 72 % au niveau départemental et 54 % au niveau national. Une cartographie de l'exposition du territoire national au retrait gonflement des sols argileux est disponible sur le site du BRGM,.
Par ailleurs, afin de mieux appréhender le risque d’affaissement de terrain, l'inventaire national des cavités souterraines permet de localiser celles situées sur la commune.
Concernant les mouvements de terrains, la commune a été reconnue en état de catastrophe naturelle au titre des dommages causés par des mouvements de terrain en 1999.

## Toponymie
Le toponyme Lherm est basé sur èrm du latin eremus et désignait, dans ce cas, un village ecclésiastique.
Toponyme dérivé du mot gaulois erm avec l’agglutination de l’article. Le latin classique utilisait un mot hérité du grec eremus pour désigner le désert, la solitude. Eremus a gardé ce sens de désert, de solitude, d’ermitage, mais, parallèlement, est apparu le sens rural de « lande stérile », en bas latin herma terra. Le latin chrétien a emprunté au grec le terme « ermite », « celui qui vit dans la solitude ».

## Histoire
Autrefois, Lherm était un haut lieu de l'exploitation du minerai de fer. En 1329, la première mouline de fer du Quercy apparaît dans l'hommage rendu par le seigneur de Péchaurié à l'évêque de Cahors. La mouline de Péchaurié a fonctionné jusqu'au XIXe siècle. Le seigneur de Péchaurié possédait des mines de fer sur le gisement du Pech des Minies ou de las Caselas situé entre le bourg de Lherm et la vallée de la Masse. Les forges du bourg de Lherm se sont maintenues jusqu'au XVe siècle malgré la multiplication des moulines.

## Politique et administration

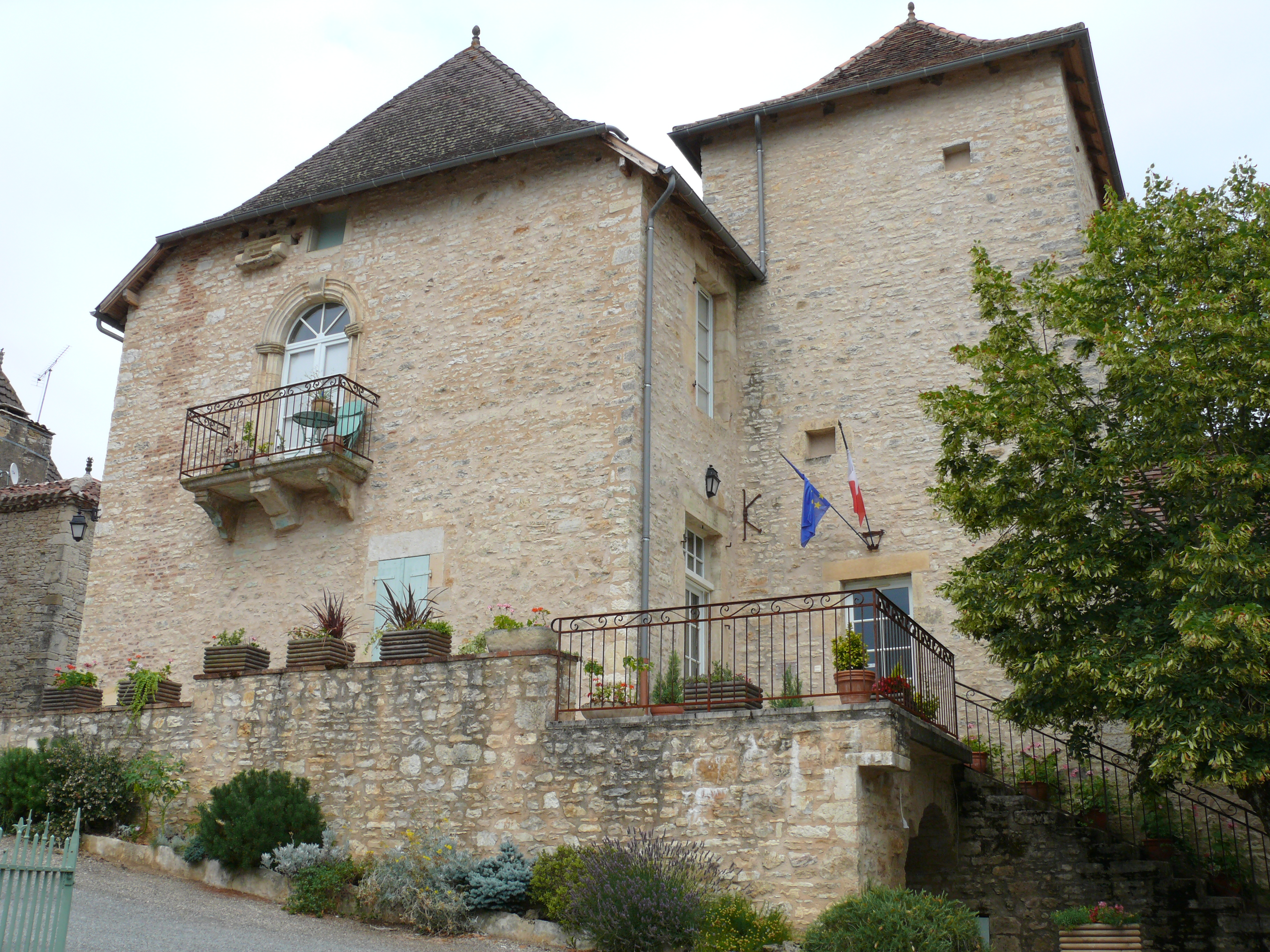
La mairie.

| Période                                  | Période  | Identité             | Étiquette | Qualité |
| ---------------------------------------- | -------- | -------------------- | --------- | ------- |
| 1793                                     | 1795     | François Drouille    |           |         |
| 1795                                     | 1823     | Estienne Relhie      |           |         |
| 1823                                     | 1829     | Jean Baptiste Relhie |           |         |
| 1829                                     | 1844     | Jacques Bousquet     |           |         |
| 1844                                     | 1846     | Joseph Bessat        |           |         |
| 1846                                     | 1870     | Augustin Relhie      |           |         |
| 11.1870                                  | 12.1870  | Louis Ovida          |           |         |
| 01.1871                                  | 05.1871  | François Bozoul      |           |         |
| 1871                                     | 1872     | Augustin Relhie      |           |         |
| 1873                                     | 1884     | Jacques Bousquet     |           |         |
| 1884                                     | 1903     | Fabien Chatain       |           |         |
| Les données manquantes sont à compléter. |          |                      |           |         |
| avant 1988                               | 2008     | André Bousquet       |           |         |
| 2008                                     | En cours | Jean Albert Reix     |           |         |

## Démographie
| 1793 | 1800 | 1806 | 1821 | 1831 | 1836 | 1841 | 1846 | 1851 |
| ---- | ---- | ---- | ---- | ---- | ---- | ---- | ---- | ---- |
| 637  | 657  | 664  | 633  | 730  | 731  | 802  | 746  | 804  |

| 1856 | 1861 | 1866 | 1872 | 1876 | 1881 | 1886 | 1891 | 1896 |
| ---- | ---- | ---- | ---- | ---- | ---- | ---- | ---- | ---- |
| 769  | 863  | 878  | 840  | 790  | 784  | 719  | 707  | 634  |

| 1901 | 1906 | 1911 | 1921 | 1926 | 1931 | 1936 | 1946 | 1954 |
| ---- | ---- | ---- | ---- | ---- | ---- | ---- | ---- | ---- |
| 579  | 577  | 538  | 472  | 453  | 407  | 390  | 328  | 300  |

| 1962 | 1968 | 1975 | 1982 | 1990 | 1999 | 2004 | 2006 | 2009 |
| ---- | ---- | ---- | ---- | ---- | ---- | ---- | ---- | ---- |
| 305  | 301  | 239  | 228  | 232  | 222  | 230  | 224  | 241  |

| 2014 | 2019 | 2022 | - | - | - | - | - | - |
| ---- | ---- | ---- | - | - | - | - | - | - |
| 234  | 227  | 234  | - | - | - | - | - | - |

## Économie

### Revenus
En 2018, la commune compte 96 ménages fiscaux, regroupant 174 personnes. La médiane du revenu disponible par unité de consommation est de 17 310 € (20 740 € dans le département).

### Emploi
|                | 2008  | 2013   | 2018   |
| -------------- | ----- | ------ | ------ |
| Commune        | 7 %   | 10,4 % | 10,9 % |
| Département    | 7,3 % | 8,9 %  | 9,6 %  |
| France entière | 8,3 % | 10 %   | 10 %   |

En 2018, la population âgée de 15 à 64 ans s'élève à 130 personnes, parmi lesquelles on compte 78,3 % d'actifs (67,4 % ayant un emploi et 10,9 % de chômeurs) et 21,7 % d'inactifs,. En  2018, le taux de chômage communal (au sens du recensement) des 15-64 ans est supérieur à celui du département et de la France, alors qu'en 2008 la situation était inverse.
La commune est hors attraction des villes,. Elle compte 38 emplois en 2018, contre 46 en 2013 et 43 en 2008. Le nombre d'actifs ayant un emploi résidant dans la commune est de 89, soit un indicateur de concentration d'emploi de 42,4 % et un taux d'activité parmi les 15 ans ou plus de 50,5 %.
Sur ces 89 actifs de 15 ans ou plus ayant un emploi, 30 travaillent dans la commune, soit 34 % des habitants. Pour se rendre au travail, 73 % des habitants utilisent un véhicule personnel ou de fonction à quatre roues, 15,7 % s'y rendent en deux-roues, à vélo ou à pied et 11,2 % n'ont pas besoin de transport (travail au domicile).

### Activités hors agriculture
15 établissements sont implantés  à Lherm au 31 décembre 2019.
Le secteur du commerce de gros et de détail, des transports, de l'hébergement et de la restauration est prépondérant sur la commune puisqu'il représente 26,7 % du nombre total d'établissements de la commune (4 sur les 15 entreprises implantées  à Lherm), contre 29,9 % au niveau départemental.

### Agriculture
|               | 1988 | 2000 | 2010 | 2020 |
| ------------- | ---- | ---- | ---- | ---- |
| Exploitations | 24   | 12   | 15   | 6    |
| SAU (ha)      | 371  | 421  | 502  | 405  |

La commune est dans la « Bourianne », une petite région agricole occupant une partiede l'ouest du territoire du département du Lot. En 2020, l'orientation technico-économique de l'agriculture  sur la commune est l'élevage d'équidés et/ou d' autres herbivores. Six exploitations agricoles ayant leur siège dans la commune sont dénombrées lors du recensement agricole de 2020 (24 en 1988). La superficie agricole utilisée est de 405 ha,,.

## Culture locale et patrimoine

### Lieux et monuments
- L'église Notre-Dame-de-l'Assomption (XIe siècle) abrite dans son chœur un monumental retable baroque en bois doré. En forme de triptyque "paravent", il a été attribué à la famille Tournié, sculpteurs de Gourdon[30].
Une de ses caractéristiques est son clocher carré.
On pénètre dans cette église par une porte de style Renaissance qui date de la restauration du XVIe siècle.
Des vitraux contemporains illuminent la sobre nef voûtée. L'église a été inscrite à l'inventaire supplémentaire des Monuments historiques le 23 avril 1979[31].
- Église de Péchaurié.
- Chapelle du Saint-Esprit de Lherm.
- Maison urbaine dite le "château" ou la "maison Carlier", des XVe, XVIe et XVIIe siècles inscrite à l'inventaire supplémentaire des Monuments historiques le 17 mars 1988[32],[33].
- Ancienne chapelle Saint-Cygne du XIIe siècle, près de Mas Sarrat, sur la route vers Jamenègre[34].
- Château de Péchaurié, construit à la fin du XIIIe siècle par la famille de Saint-Gily. Il est pillé pendant la guerre de Cent Ans et les guerres de religion. En 1462, Jean de Saint-Gily, seigneur de Péchaurié, dénombre les fiefs qu'il tient de l'évêque de Cahors autour de Péchaurié : dans les paroisses de Vaysse, des Arques et de Goujounac, et des édifices à Lherm[21]. Le château passe à la famille de Vassal par le mariage Françoise de Saint-Gily, en 1670. Le château est alors dans un état général de délabrement. Le dernier Vassal propriétaire du château le donne à la commune qui installe une école dans la chapelle. Il est restauré à partir de 1978 par son nouveau propriétaire[35].
- Église Saint-Martin de Vaysse construite à l'initiative de Jean de Saint-Gily, seigneur de Péchaurié, à partir de 1627, à la Mouline[36].

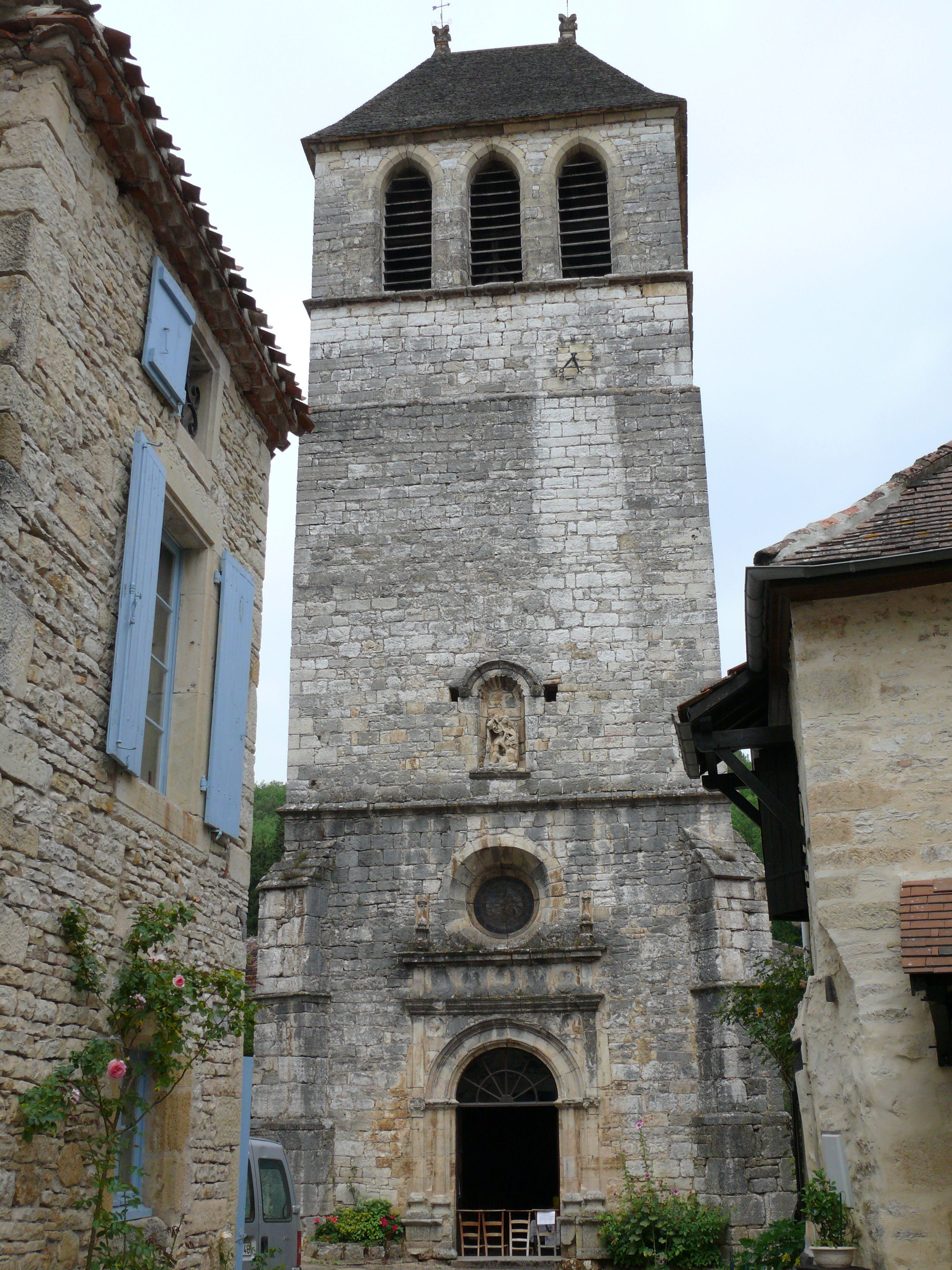
Clocher de l'église Notre-Dame-de-l'Assomption.
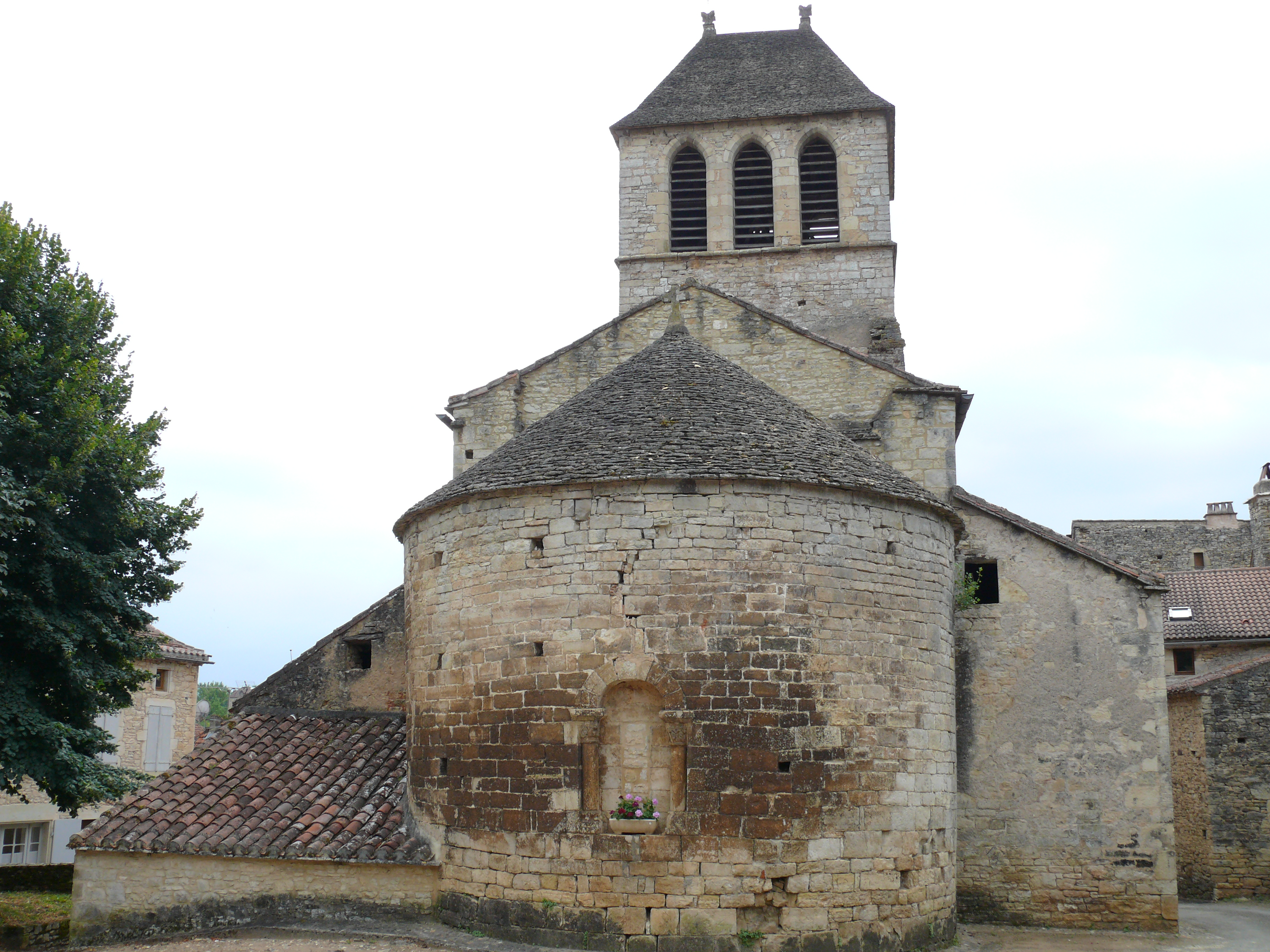
Chevet de l'église Notre-Dame-de-l'Assomption.
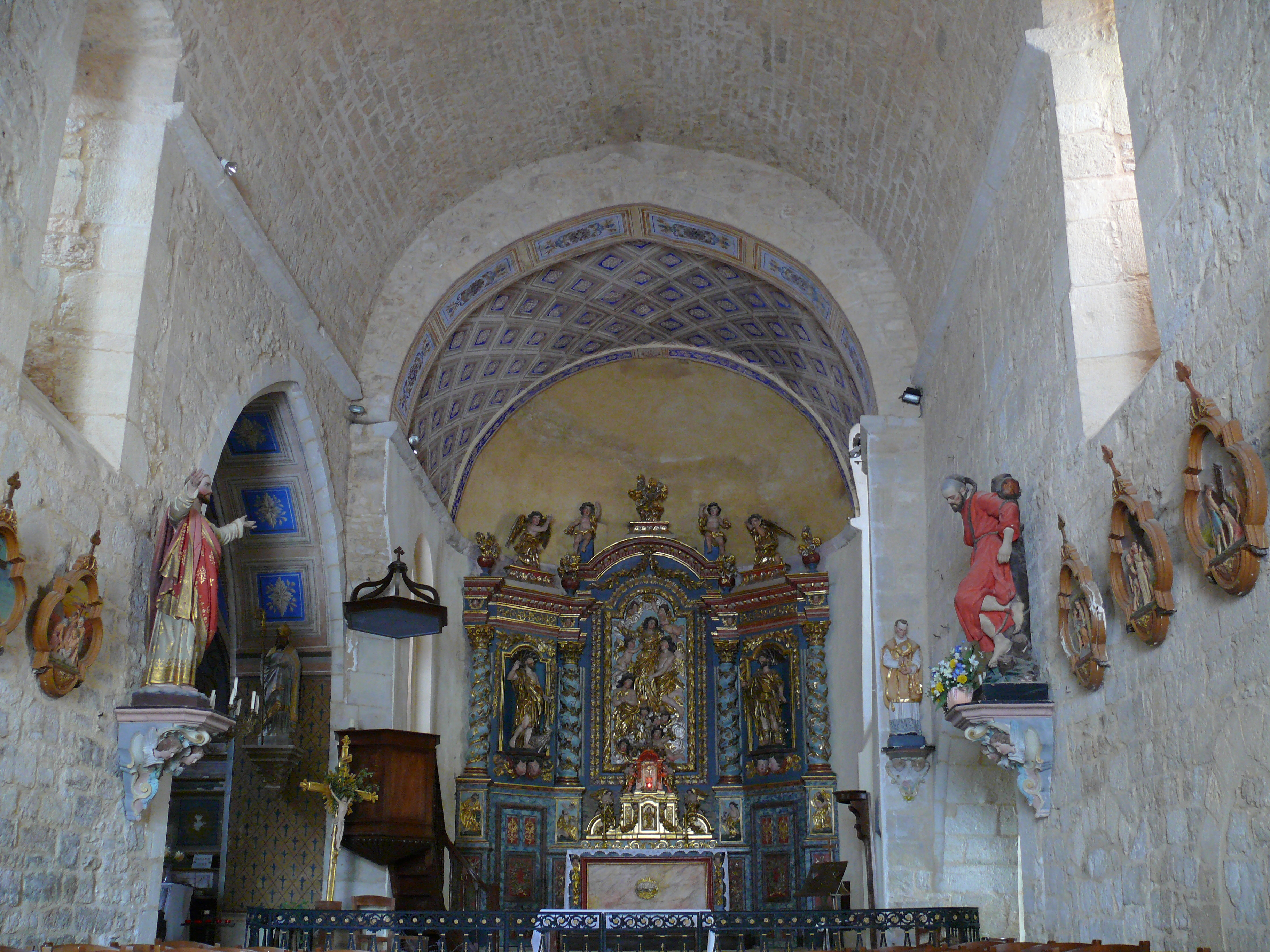
Nef de l'église.
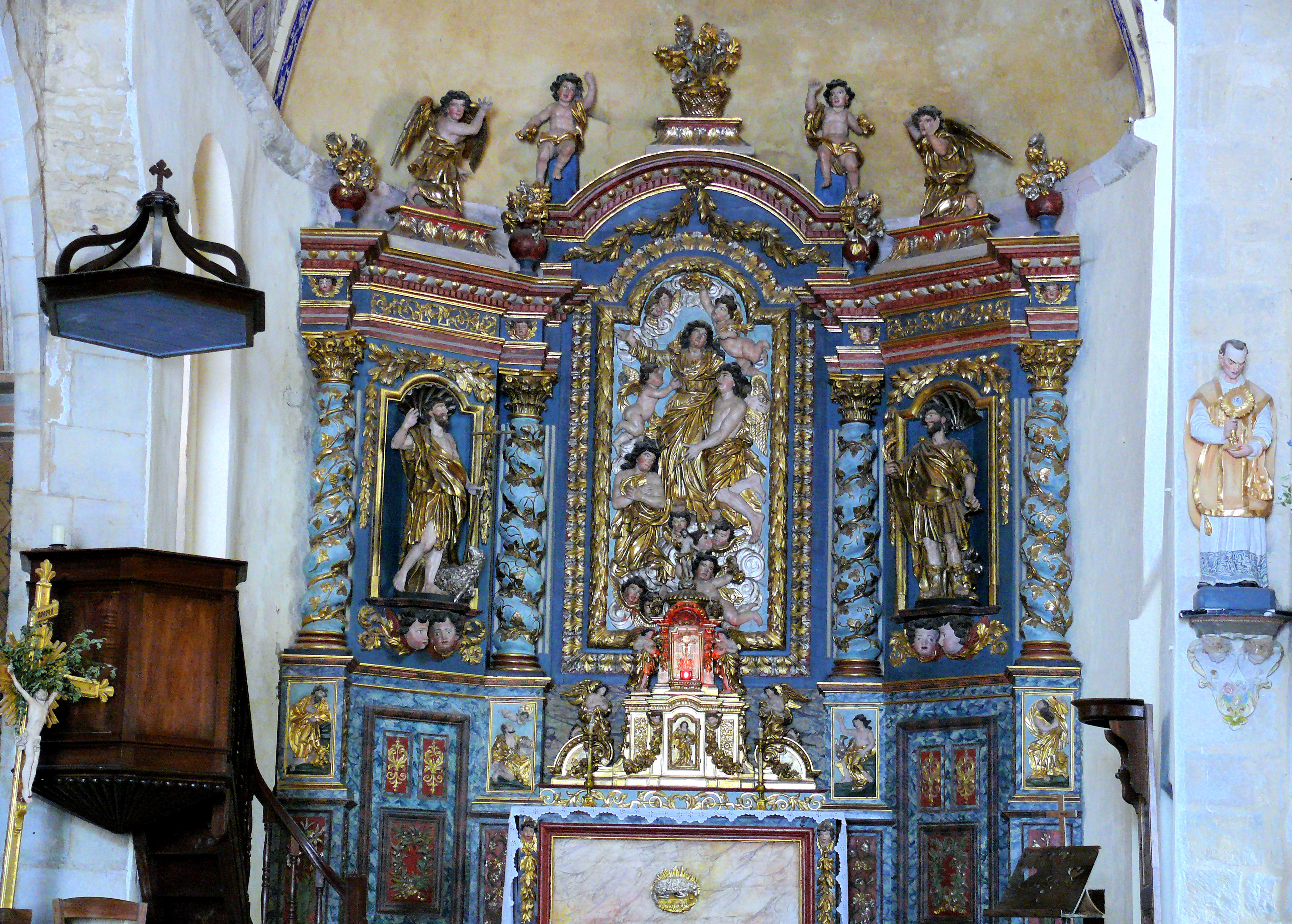
Retable de l'église.
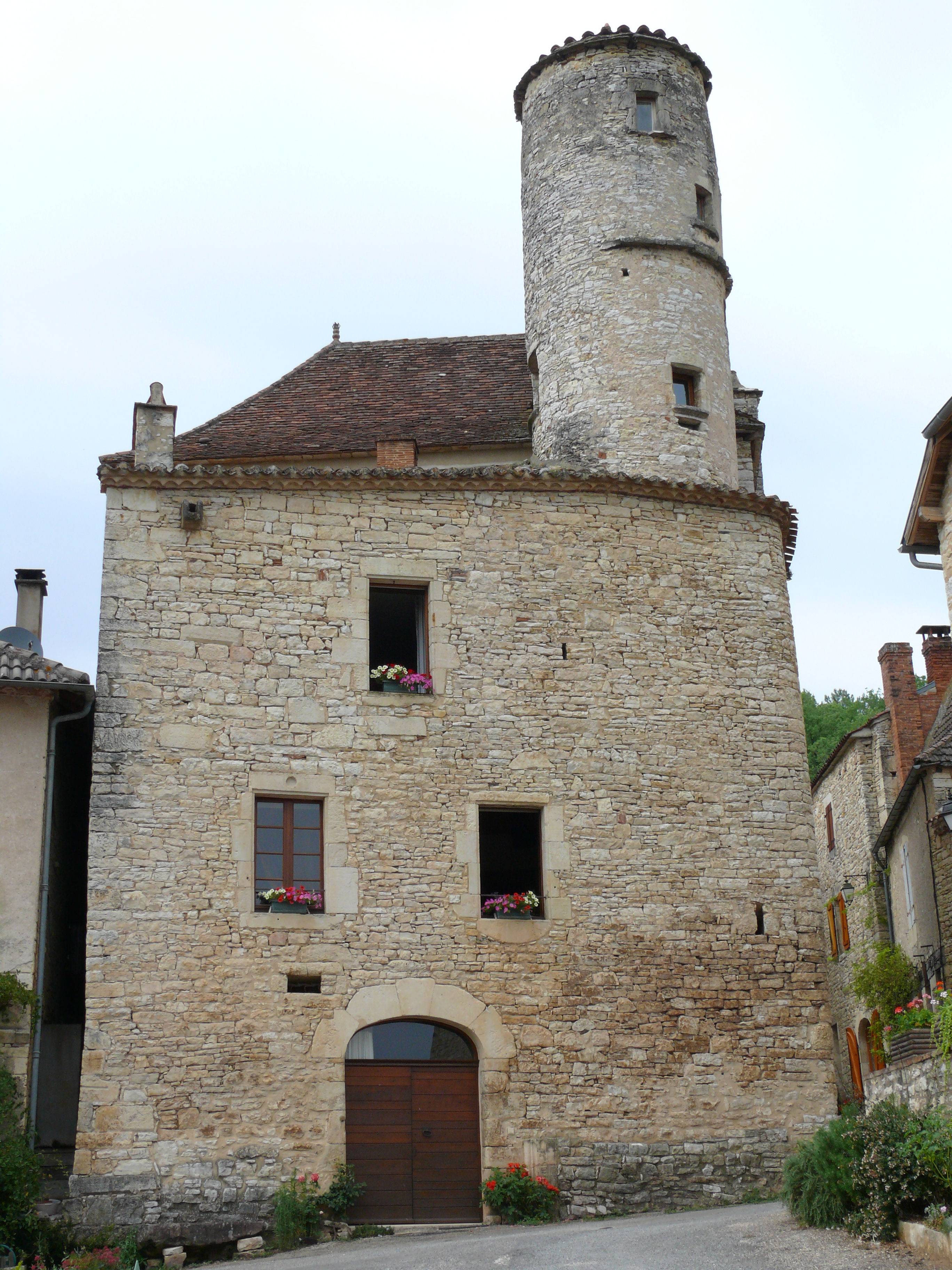
Une maison sur la place du village.

### Personnalités liées à la commune
- Armand-Augustin de Vassal de la Garde, lieutenant au régiment de Rohan-Soubise, puis au régiment d'Hervilly, chevalier de Saint-Lazare, cinquième fils de Pierre-Marc de Vassal, seigneur de Péchaurié, de Vaysse et de L'Herm, et de Marie-Anne Le Lard de Rigoulières[37], né en 1756 au château de Péchaurié à côté du territoire de la commune des Arques, fusillé à Vannes à la suite de l'expédition de Quiberon, en 1795[38]. Son frère, Bertrand de Vassal, baron de Saint-Gily (ou Saint-Gély), résidait au château et n'a pas été inquiété pendant la Révolution[39].
- Roger Frey, ancien ministre de l'Intérieur, édifia sa demeure à Lherm[40].

#### Site de l'Insee
1. ↑  « La grille communale de densité », sur le site de l'Insee, 28 mai 2024 (consulté le 28 juin 2024).
2. ↑  Insee, « Métadonnées de la commune de Lherm ».
3. ↑  « Base des aires d'attraction des villes 2020. », sur le site de l'Insee, 21 octobre 2020 (consulté le 28 juin 2024).
4. ↑  Marie-Pierre de Bellefon, Pascal Eusebio, Jocelyn Forest, Olivier Pégaz-Blanc et Raymond Warnod (Insee), « En France, neuf personnes sur dix vivent dans l’aire d’attraction d’une ville », sur le site de l'Insee, 21 octobre 2020 (consulté le 28 juin 2024).
5. ↑  « REV T1 - Ménages fiscaux de l'année 2018 à Lherm » (consulté le 5 février 2022).
6. ↑  « REV T1 - Ménages fiscaux de l'année 2018 dans le Lot » (consulté le 5 février 2022).
7. 1 2  « Emp T1 - Population de 15 à 64 ans par type d'activité en 2018 à Lherm » (consulté le 5 février 2022).
8. ↑  « Emp T1 - Population de 15 à 64 ans par type d'activité en 2018 dans le Lot » (consulté le 5 février 2022).
9. ↑  « Emp T1 - Population de 15 à 64 ans par type d'activité en 2018 dans la France entière » (consulté le 5 février 2022).
10. ↑  « Base des aires d'attraction des villes 2020 », sur site de l'Insee (consulté le 10 avril 2021).
11. ↑  « Emp T5 - Emploi et activité en 2018 à Lherm » (consulté le 5 février 2022).
12. ↑  « ACT T4 - Lieu de travail des actifs de 15 ans ou plus ayant un emploi qui résident dans la commune en 2018 » (consulté le 5 février 2022).
13. ↑  « ACT G2 - Part des moyens de transport utilisés pour se rendre au travail en 2018 » (consulté le 5 février 2022).
14. ↑  « DEN T5 - Nombre d'établissements par secteur d'activité au 31 décembre 2019 à Lherm » (consulté le 14 février 2022).
15. ↑  « DEN T5 - Nombre d'établissements par secteur d'activité au 31 décembre 2019 dans le Lot » (consulté le 14 février 2022).

#### Autres sources
1. ↑  Carte IGN sous Géoportail
2. 1 2  Daniel Joly, Thierry Brossard, Hervé Cardot, Jean Cavailhes, Mohamed Hilal et Pierre Wavresky, « Les types de climats en France, une construction spatiale », Cybergéo, revue européenne de géographie - European Journal of Geography, no 501,‎ 18 juin 2010 (DOI 10.4000/cybergeo.23155, lire en ligne, consulté le 14 novembre 2023)
3. ↑  « Zonages climatiques en France métropolitaine. », sur pluiesextremes.meteo.fr (consulté le 14 novembre 2023).
4. ↑  « Orthodromie entre Lherm et Anglars-Juillac », sur fr.distance.to (consulté le 14 novembre 2023).
5. ↑  « Station Météo-France « Anglars » (commune d'Anglars-Juillac) - fiche climatologique - période 1991-2020 », sur donneespubliques.meteofrance.fr (consulté le 14 novembre 2023).
6. ↑  « Station Météo-France « Anglars » (commune d'Anglars-Juillac) - fiche de métadonnées. », sur donneespubliques.meteofrance.fr (consulté le 14 novembre 2023).
7. ↑  « Climadiag Commune : diagnostiquez les enjeux climatiques de votre collectivité. », sur meteofrance.fr, novembre 2022 (consulté le 14 novembre 2023).
8. 1 2  « Liste des ZNIEFF de la commune de Lherm », sur le site de l'Inventaire national du patrimoine naturel (consulté le 2 septembre 2021).
9. ↑  « ZNIEFF les « prairies humides de la Mouline et du Moulineau » - fiche descriptive », sur le site de l'inventaire national du patrimoine naturel (consulté le 2 septembre 2021).
10. ↑  « ZNIEFF les « ruisseaux de l'Herm et de la Masse » - fiche descriptive », sur le site de l'inventaire national du patrimoine naturel (consulté le 2 septembre 2021).
11. ↑  « CORINE Land Cover (CLC) - Répartition des superficies en 15 postes d'occupation des sols (métropole). », sur le site des données et études statistiques du ministère de la Transition écologique. (consulté le 14 avril 2021).
12. 1 2 3  « Les risques près de chez moi - commune de Lherm », sur Géorisques (consulté le 17 octobre 2022).
13. ↑  BRGM, « Évaluez simplement et rapidement les risques de votre bien », sur Géorisques (consulté le 13 septembre 2022).
14. ↑  DREAL Occitanie, « CIZI », sur occitanie.developpement-durable.gouv.fr (consulté le 13 septembre 2022).
15. ↑  « Dossier départemental des risques majeurs dans le Lot », sur lot.gouv.fr (consulté le 13 septembre 2022), partie 1 -  chapitre Risque inondation.
16. ↑  « Dossier départemental des risques majeurs dans le Lot », sur lot.gouv.fr (consulté le 13 septembre 2022).
17. ↑  « Dossier départemental des risques majeurs dans le Lot », sur lot.gouv.fr (consulté le 13 septembre 2022), chapitre Mouvements de terrain.
18. 1 2  « Liste des cavités souterraines localisées sur la commune de Lherm », sur georisques.gouv.fr (consulté le 13 septembre 2022).
19. ↑  « Retrait-gonflement des argiles », sur le site de l'observatoire national des risques naturels (consulté le 13 septembre 2022).
20. ↑  Gaston Bazalgues, À la découverte des noms de lieux du Quercy : Toponymie lotoise, Gourdon, Éditions de la Bouriane et du Quercy, juin 2002, 127 p. (ISBN 2-910540-16-2), p. 115.
21. 1 2  Jean Lartigaut, Les moulines à fer du Quercy vers 1440 - vers 1500, p. 279-293, dans Annales du Midi, 1969, tome 81, no 93 (lire en ligne)
22. ↑  « Les maires de Lherm », sur Site francegenweb, 19 février 2011 (consulté le 22 octobre 2017).
23. ↑  L'organisation du recensement, sur insee.fr.
24. ↑  Calendrier départemental des recensements, sur insee.fr.
25. ↑  Des villages de Cassini aux communes d'aujourd'hui sur le site de l'École des hautes études en sciences sociales.
26. ↑  Fiches Insee - Populations de référence de la commune pour les années 2006, 2007, 2008, 2009, 2010, 2011, 2012, 2013, 2014, 2015, 2016, 2017, 2018, 2019, 2020, 2021 et 2022.
27. ↑  « Les régions agricoles (RA), petites régions agricoles(PRA) - Année de référence : 2017 », sur agreste.agriculture.gouv.fr (consulté le 14 février 2022).
28. ↑  Présentation des premiers résultats du recensement agricole 2020, Ministère de l’agriculture et de l’alimentation, 10 décembre 2021
29. ↑  « Fiche de recensement agricole - Exploitations ayant leur siège dans la commune de Lherm - Données générales », sur recensement-agricole.agriculture.gouv.fr (consulté le 14 février 2022).
30. ↑  Philippe Loiseleur des Longchamps, "Les retables des Junies et de Lherm (Lot)", Allocution prononcée à la sortie V.M.F. du 5 août 1996. Exemplaire dactylographié. Archives Familiales.
31. ↑  « Église Notre-Dame », notice no PA00095135, sur la plateforme ouverte du patrimoine, base Mérimée, ministère français de la Culture.
32. ↑  « Maison », notice no PA00095136, sur la plateforme ouverte du patrimoine, base Mérimée, ministère français de la Culture.
33. ↑  Patrimoine du Lot : demeure dite château dite maison Carlier (Lherm)
34. ↑  Patrimoines Midi-Pyrénées : église paroissiale Saint-Cygne
35. ↑  Patrimoines Midi-Pyrénées : château
36. ↑  L. Combarieu, Construction d'une église paroissiale au XVIIe siècle. Extrait des Archives de l'église de Vaysse, p. 16-22, dans Bulletin de la Société des études du Lot, 1902, tome 27 (lire en ligne)
37. ↑  Chevalier de Courcelles, Histoire généalogique et héraldique des pairs de France, des grands dignitaires de la Couronne, des principales familles nobles du royaume, tome 5, p. 84-85, Artus Bertrand libraire, Paris, 1825 (lire en ligne)
38. ↑  (lire en ligne)
39. ↑  Catherine Didon, Châteaux, manoirs et logis : le Lot, p. 146, Association Promotion Patrimoine, Éditions patrimoines & médias, Chauray, 1996  (ISBN 2-910137-18-X).
40. ↑  .
Michel-Alexis Montané, Leadership politique et territoire : des leaders en campagnes, Éditions L'Harmattan, 2001, 311 p., p. 40.